# لورانس ماكوار
لورانس ماكوار (بالإنجليزية: Lawrence Makoare)‏ هو ممثل نيوزلندي، ولد في 20 مارس 1968 في نيوزيلندا.

## أعمال

### أفلام
- (2001)  رفقة الخاتم[4]
- (2002) مت في يوم آخر[5][6][7]
- (2003)  عودة الملك[8]
- (2013)  قفرة سموغ
- (2014) الأرض الميتة
- (2014)  معركة الجيوش الخمسة

## وصلات خارجية
- لورانس ماكوار على موقع IMDb (الإنجليزية)
- لورانس ماكوار على موقع ألو سيني (الفرنسية)
- لورانس ماكوار على موقع أول موفي (الإنجليزية)
- لورانس ماكوار على موقع قاعدة بيانات الأفلام السويدية (السويدية)
- لورانس ماكوار على موقع قاعدة بيانات الفيلم (الإنجليزية)
- لورانس ماكوار على موقع كينوبويسك (الروسية)